# یاماناکا یوکیموری
یاماناکا یوکیموری (به ژاپنی: 山中 幸盛 Yamanaka Yukimori); ۲۰ سپتامبر ۱۵۴۵ – ۲۰ اوت ۱۵۷۸) سامورایی اهل ژاپن در دوره سنگوکو بود. او در خدمت خاندان آماگو از ولایت ایزومو بود.